# Antoine Collette
Antoine Collette (ur. 21 stycznia 1965) – luksemburski lekkoatleta, który specjalizował się w rzucie oszczepem.
Złoty medalista igrzysk małych państw w roku 1999. Wielokrotny mistrz kraju począwszy od 1995  roku. 
Rekord życiowy: 73,32 (25 lipca 2003, Saarbrücken), wynik ten był do 2011 rekordem Luksemburga.